# Terminal Marítimo de Passageiros do Porto Exterior

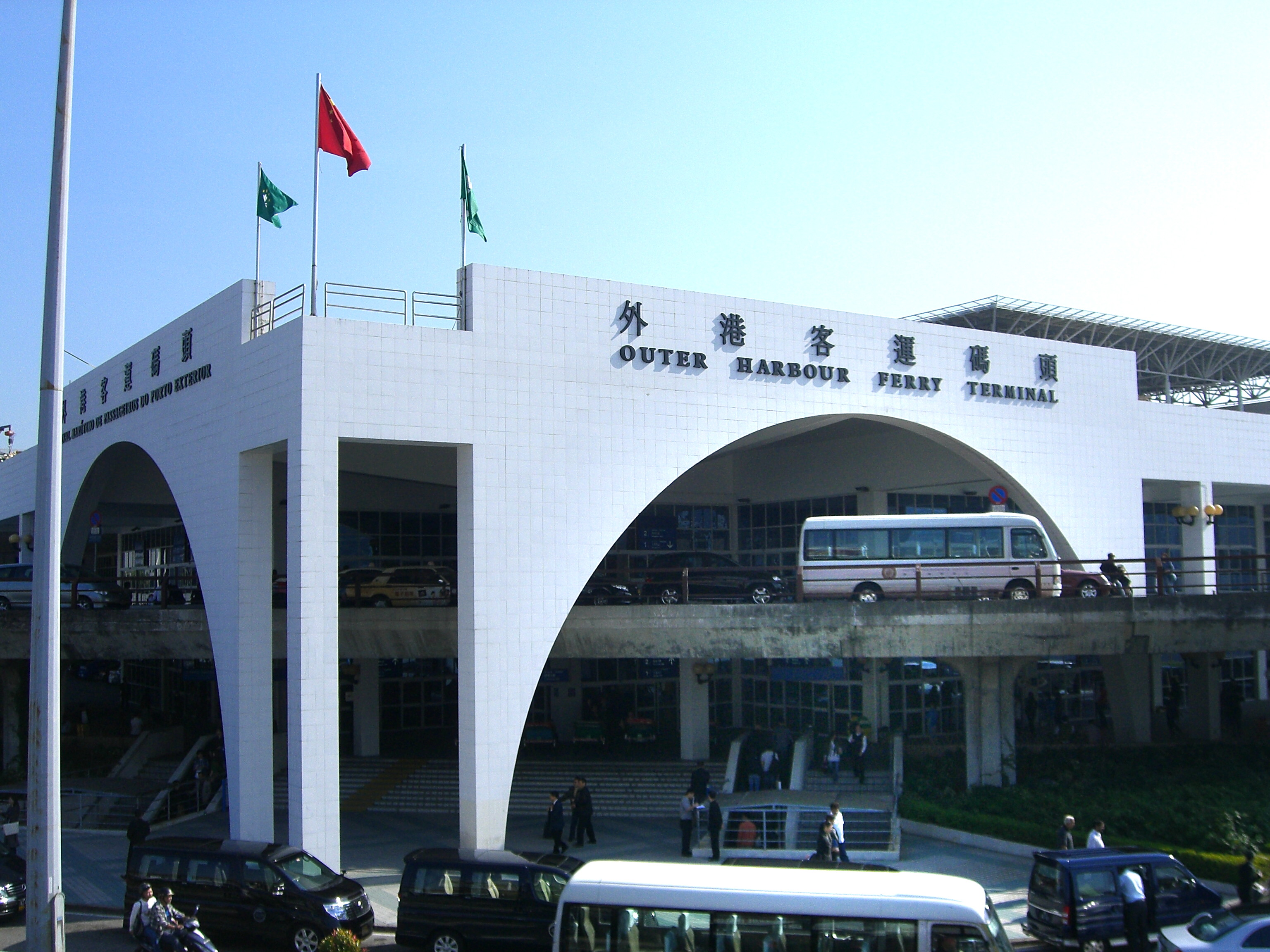
Terminal Marítimo de Passageiros do Porto Exterior

O Terminal Marítimo de Passageiros do Porto Exterior (Chinês: 外港客運碼頭; Inglês: Outer Harbour Ferry Terminal) está situado no Porto Exterior, Península de Macau, Macau. Está perto do lago artificial na Avenida da Amizade.